# Callum Wilson
Callum Eddie Graham Wilson (Coventry, 27 febbraio 1992) è un calciatore inglese, attaccante del West Ham Utd.

## Caratteristiche Tecniche
Prima punta di piede destro, possiede una buona velocità e una discreta tecnica di base oltre ad avere un gran senso del gol.

## Carriera

### Club
Callum Wilson cresce nella squadra della sua città natale, il Coventry City, dove esordisce in prima squadra nella stagione 2009-10, a soli 17 anni, il 12 agosto 2009, in una partita di EFL Cup persa 1-0 contro l'Hartlepool United; fino a fine stagione, Wilson non collezionerà ulteriori presenze con gli "Sky Blues", eccetto una panchina in campionato; la stagione successiva gioca un altro spezzone in prima squadra, questa volta in Championship, contro il QPR; a gennaio 2011, viene mandato in prestito a farsi le ossa al Kettering Town, squadra di sesta divisione, dove colleziona 17 presenze e 1 gol. Finito il prestito, torna al Coventry senza collezionare presenze.
Passa poi nel gennaio 2012 in prestito mensile al Tamworth Fc, squadra della National League, quinta serie del campionato inglese, dove colleziona 3 presenze e 1 gol; a febbraio torna quindi nel Coventry, concludendo la stagione 2011-12 senza ulteriori presenze. Intanto il Coventry City è stato retrocesso e si prepara a disputare la stagione 2012-13 in League One, terza serie inglese. In questa stagione, Wilson trova un po' più di spazio nello scacchiere degli "Sky Blues": a fine stagione, le presenze in League One saranno 11, condite da 1 gol; la stagione 2013-14 lo spazio a disposizione aumenta per Wilson, e a fine anno si ritrova con un bottino di 21 presenze e 6 gol in League One.
Il 4 luglio 2014 il Bournemouth, squadra di Championship, perfeziona il trasferimento di Callum Wilson, attaccante ventiduenne del Coventry City, per 3,70 milioni di euro; Wilson lascia dunque la squadra dove è cresciuto e ha esordito, dopo aver collezionato 55 partite e 23 gol in quasi 4 anni; l'esordio di Wilson con il Bournemouth è eccezionale: infatti, nella trasferta vinta vinta 0-4 dalla propria squadra sull'Huddersfield Town, Callum realizza una doppietta; il girone di andata dell'ex Coventry è ottimo, e infatti si chiude con 22 presenze e 11 gol all'attivo, una media di 1 gol ogni 2 partite. Il girone di ritorno è altrettanto prolifico, con 23 presenze e altri 9 gol: a fine stagione sono 45 partite e 20 gol per Wilson. Grazie anche (e, forse, soprattutto) ai suoi gol (con i quali si guadagna il 4º posto nella classifica marcatori), il Bournemouth si guadagna la storica promozione in Premier League, e il 1º posto in Championship, ottenuto all'ultima giornata, con un sorpasso ai danni del Watford.
La stagione 2015-16, come per il Bournemouth, anche per Callum Wilson è la prima che gioca in Premier League. L'esordio non è dei più felici: prime 2 giornate, 2 sconfitte e 0 gol fatti dai rossoneri. La svolta per il Bournemouth e per Wilson arriva nella terza giornata: al Dean Court, il Bournemouth ospita il West Ham; la partita, spettacolare, si conclude con un punteggio di 4-3 a favore dei "Cherries", che ottengono così la loro prima storica vittoria (davanti al proprio pubblico) in Premier League; a decidere il match è stato proprio Wilson, con una tripletta ai danni degli "Hammers". Dopo 6 partite, Wilson è a 5 gol in piena lotta per il titolo di capocannoniere; purtroppo, durante la settima giornata di campionato in casa dello Stoke City, dopo soli 17' Wilson esce in barella a causa di un grave infortunio; la partita verrà vinta dallo Stoke per 2-1, ma la cosa più grave è l'infortunio occorso a Wilson: si tratta infatti di rottura del legamento crociato, con la classica prognosi di 6 mesi di stop. Il 9 aprile, Wilson torna in campo dopo oltre 6 mesi da quel grave infortunio, giocando dal 1' nella partita esterna contro l'Aston Villa, vinta dal Bournemouth per 2-1. Le ultime giornate sono giocate tutte da subentrato per Wilson, eccetto l'ultima, giocata dall'inizio contro il Manchester United e persa per 3-1 dai "Cherries" all'Old Trafford, che concludono così al 16º posto in classifica, con 42 punti e la salvezza ottenuta. Per Wilson, invece, il bilancio è di 13 presenze e 5 gol in campionato, iniziato benissimo dalla punta e condizionato dal grave infortunio al ginocchio.
Il 7 settembre 2020, a seguito della retrocessione del Bournemouth, viene acquistato per 22,25 milioni dal Newcastle.
Dopo 5 anni a Newcastle upon Tyne, il 2 agosto 2025 si trasferisce a parametro zero al West Ham Utd.

### Nazionale
Nel novembre 2014 viene convocato nella nazionale Under-21 inglese dove fa il suo esordio il 17 novembre successivo, nell'amichevole giocata a Brest, contro i pari età della Francia entrando al 66º, al posto di Harry Kane.
Quattro anni più tardi, nel novembre 2018 riceve la sua prima convocazione con la nazionale inglese. Debutta il 15 novembre successivo, alla prima occasione utile nell'amichevole contro gli Stati Uniti, segnando anche il goal del definitivo 3-0.

## Statistiche

### Presenze e reti nei club
Statistiche aggiornate al 2 agosto 2025.
| Stagione             | Squadra              | Campionato           | Campionato | Campionato | Coppe nazionali | Coppe nazionali | Coppe nazionali | Coppe continentali | Coppe continentali | Coppe continentali | Altre coppe | Altre coppe | Altre coppe | Totale | Totale |
| Stagione             | Squadra              | Comp                 | Pres       | Reti       | Comp            | Pres            | Reti            | Comp               | Pres               | Reti               | Comp        | Pres        | Reti        | Pres   | Reti   |
| -------------------- | -------------------- | -------------------- | ---------- | ---------- | --------------- | --------------- | --------------- | ------------------ | ------------------ | ------------------ | ----------- | ----------- | ----------- | ------ | ------ |
| 2009-2010            | Coventry City        | FLC                  | 0          | 0          | FACup+CdL       | 0+1             | 0               | -                  | -                  | -                  | -           | -           | -           | 1      | 0      |
| 2010-gen. 2011       | Coventry City        | FLC                  | 1          | 0          | FACup+CdL       | 0+0             | 0               | -                  | -                  | -                  | -           | -           | -           | 1      | 0      |
| gen.-giu. 2011       | Kettering Town       | CP                   | 17         | 1          | FACup           | 0               | 0               | -                  | -                  | -                  | -           | -           | -           | 17     | 1      |
| 2011-gen. 2012       | Coventry City        | FLC                  | 0          | 0          | FACup+CdL       | 0+0             | 0               | -                  | -                  | -                  | -           | -           | -           | 0      | 0      |
| gen.-giu. 2012       | Tamworth             | CP                   | 3          | 1          | FACup           | 0               | 0               | -                  | -                  | -                  | -           | -           | -           | 3      | 1      |
| 2012-2013            | Coventry City        | FL1                  | 11         | 1          | FACup+CdL       | 0+0             | 0               | -                  | -                  | -                  | FLT         | 1           | 0           | 12     | 1      |
| 2013-2014            | Coventry City        | FL1                  | 37         | 21         | FACup+CdL       | 2+1             | 1+0             | -                  | -                  | -                  | FLT         | 1           | 0           | 41     | 22     |
| Totale Coventry City | Totale Coventry City | Totale Coventry City | 49         | 22         |                 | 4               | 1               |                    | -                  | -                  |             | 2           | 0           | 55     | 23     |
| 2014-2015            | Bournemouth          | FLC                  | 45         | 20         | FACup+CdL       | 1+4             | 1+2             | -                  | -                  | -                  | -           | -           | -           | 50     | 23     |
| 2015-2016            | Bournemouth          | PL                   | 13         | 5          | FACup+CdL       | 0+0             | 0               | -                  | -                  | -                  | -           | -           | -           | 13     | 5      |
| 2016-2017            | Bournemouth          | PL                   | 20         | 6          | FACup+CdL       | 1+0             | 0               | -                  | -                  | -                  | -           | -           | -           | 21     | 6      |
| 2017-2018            | Bournemouth          | PL                   | 28         | 8          | FACup+CdL       | 1+2             | 0+1             | -                  | -                  | -                  | -           | -           | -           | 31     | 9      |
| 2018-2019            | Bournemouth          | PL                   | 30         | 14         | FACup+CdL       | 0+3             | 0+1             | -                  | -                  | -                  | -           | -           | -           | 33     | 15     |
| 2019-2020            | Bournemouth          | PL                   | 35         | 8          | FACup+CdL       | 2+2             | 1+0             | -                  | -                  | -                  | -           | -           | -           | 39     | 9      |
| Totale Bournemouth   | Totale Bournemouth   | Totale Bournemouth   | 171        | 61         |                 | 16              | 6               |                    | -                  | -                  |             | -           | -           | 187    | 67     |
| 2020-2021            | Newcastle Utd        | PL                   | 26         | 12         | FACup+CdL       | 0+2             | 0               | -                  | -                  | -                  | -           | -           | -           | 28     | 12     |
| 2021-2022            | Newcastle Utd        | PL                   | 18         | 8          | FACup+CdL       | 0+0             | 0               | -                  | -                  | -                  | -           | -           | -           | 18     | 8      |
| 2022-2023            | Newcastle Utd        | PL                   | 31         | 18         | FACup+CdL       | 0+5             | 0               | -                  | -                  | -                  | -           | -           | -           | 36     | 18     |
| 2023-2024            | Newcastle Utd        | PL                   | 20         | 9          | FACup+CdL       | 0+2             | 1               | UCL                | 4                  | 0                  | -           | -           | -           | 26     | 10     |
| 2024-2025            | Newcastle Utd        | PL                   | 18         | 0          | FACup+CdL       | 2+2             | 1+0             | -                  | -                  | -                  | -           | -           | -           | 22     | 1      |
| Totale Newcastle Utd | Totale Newcastle Utd | Totale Newcastle Utd | 113        | 47         |                 | 13              | 2               |                    | 4                  | 0                  |             | -           | -           | 130    | 49     |
| 2025-2026            | West Ham Utd         | PL                   | -          | -          | FACup+CdL       | -               | -               | -                  | -                  | -                  | -           | -           | -           | -      | -      |
| Totale carriera      | Totale carriera      | Totale carriera      | 353        | 132        |                 | 33              | 9               |                    | 4                  | 0                  |             | 2           | 0           | 392    | 141    |

### Cronologia presenze e reti in nazionale
| Cronologia completa delle presenze e delle reti in nazionale ― Inghilterra | Cronologia completa delle presenze e delle reti in nazionale ― Inghilterra | Cronologia completa delle presenze e delle reti in nazionale ― Inghilterra | Cronologia completa delle presenze e delle reti in nazionale ― Inghilterra | Cronologia completa delle presenze e delle reti in nazionale ― Inghilterra | Cronologia completa delle presenze e delle reti in nazionale ― Inghilterra | Cronologia completa delle presenze e delle reti in nazionale ― Inghilterra | Cronologia completa delle presenze e delle reti in nazionale ― Inghilterra |
| Data                                                                       | Città                                                                      | In casa                                                                    | Risultato                                                                  | Ospiti                                                                     | Competizione                                                               | Reti                                                                       | Note                                                                       |
| -------------------------------------------------------------------------- | -------------------------------------------------------------------------- | -------------------------------------------------------------------------- | -------------------------------------------------------------------------- | -------------------------------------------------------------------------- | -------------------------------------------------------------------------- | -------------------------------------------------------------------------- | -------------------------------------------------------------------------- |
| 15-11-2018                                                                 | Londra                                                                     | Inghilterra                                                                | 3 – 0                                                                      | Stati Uniti                                                                | Amichevole                                                                 | 1                                                                          | 79’                                                                        |
| 25-3-2019                                                                  | Podgorica                                                                  | Montenegro                                                                 | 1 – 5                                                                      | Inghilterra                                                                | Qual. Euro 2020                                                            | -                                                                          | 83’                                                                        |
| 9-6-2019                                                                   | Guimarães                                                                  | Svizzera                                                                   | 0 – 0 dts (5 – 6 dtr)                                                      | Inghilterra                                                                | UEFA Nations League 2018-2019 - Finale 3º posto                            | -                                                                          | 75’                                                                        |
| 14-10-2019                                                                 | Sofia                                                                      | Bulgaria                                                                   | 0 – 6                                                                      | Inghilterra                                                                | Qual. Euro 2020                                                            | -                                                                          | 76’                                                                        |
| 21-11-2022                                                                 | Al Rayyan                                                                  | Inghilterra                                                                | 6 – 2                                                                      | Iran                                                                       | Mondiali 2022 - 1º turno                                                   | -                                                                          | 76’                                                                        |
| 29-11-2022                                                                 | Al Rayyan                                                                  | Galles                                                                     | 0 – 3                                                                      | Inghilterra                                                                | Mondiali 2022 - 1º turno                                                   | -                                                                          | 58’                                                                        |
| 16-6-2023                                                                  | Ta' Qali                                                                   | Malta                                                                      | 0 – 4                                                                      | Inghilterra                                                                | Qual. Euro 2024                                                            | 1                                                                          | 60’                                                                        |
| 19-6-2023                                                                  | Manchester                                                                 | Inghilterra                                                                | 7 – 0                                                                      | Macedonia del Nord                                                         | Qual. Euro 2024                                                            | -                                                                          | 74’                                                                        |
| 12-9-2023                                                                  | Glasgow                                                                    | Scozia                                                                     | 1 – 3                                                                      | Inghilterra                                                                | Amichevole                                                                 | -                                                                          | 84’                                                                        |
| Totale                                                                     |                                                                            | Presenze                                                                   | 9                                                                          |                                                                            | Reti                                                                       | 2                                                                          |                                                                            |

## Palmarès

### Club

#### Competizioni nazionali
- Football League Championship: 1

Bournemouth: 2014-2015
- Coppa di Lega inglese: 1

Newcastle: 2024-2025